# Bitrate
Indenfor telekommunikation er bitrate en datatransmissionshastighedsenhed for antallet af transmitterede eller overførte bit per tidsenhed for en dataforbindelse. Dataforbindelsen kan for eksempel være en internetforbindelse på 512 kbit per sekund.
| Enheder | Spire Denne artikel om standarder og måleenheder er en spire som bør udbygges. Du er velkommen til at hjælpe Wikipedia ved at udvide den. |